# Malcolm McLeod
Malcolm McLeod (Stillwater, Minnesota, 1871 - Fresno, Califòrnia, 28 de desembre de 1942) va ser un guardabosc del Servei Forestal dels Estats Units, i inventor de l'eina McLeod, per a l'extinció d'incendis forestals.
McLeod, conegut pels esportistes com 'Mel', va arribar a Califòrnia el 1885, i va treballar de guardabosc a les zones de Sugar Pine, Millwood i Mariposa abans de ser transferit als districtes de Red's Meadow i Clover Meadow. El 1910 va inventar l'eina que porta el seu nom. Es va jubilar el 1932 per una malaltia cardíaca i va anar a viure amb la seva germana a Fresno.
L'eina McLeod va ser utilitzada a tots els parcs nacionals com a eina bàsica per a l'extinció d'incendis forestals. Es tracta d'una combinació d'aixada i rasclet, que s'utilitza per arrencar arbustos i arbres en incendis forestals.